# بيتر كايل
بيتر كايل (بالإنجليزية: Peter Kyle)‏ (1 سبتمبر 1880 في المملكة المتحدة - 1961) هو لاعب كرة قدم بريطاني (وحمل سابقاً جنسية المملكة المتحدة لبريطانيا العظمى وأيرلندا) في مركز الهجوم. لعب مع أستون فيلا وتوتنهام هوتسبير وشيفيلد يونايتد وليستر سيتي ونادي أرسنال ونادي ليفربول ونادي واتفورد ووست هام يونايتد ونادي كلايد ونادي كيترينغ تاون.